# Степное (Энгельсский район)
Степно́е — село в Энгельсском районе Саратовской области, в составе Терновского муниципального образования.
Основано в 1767 году как немецкая колония Шталь.
Население - 972 чел. (2010)

## История
Основано в 1767 году. Названа по фамилии первого старосты И. Шталя (Русское название — Степное, также Лопатино). Основатели — 76 семей из Гольштейна, Пруссии и Дании. Вызывательская колония Леруа и Питета. До 1917 году немецкая колония Тарлыцкого округа (с 1871 года — Тарлыцкой, с 1881 года — Степновской волости) Новоузенского уезда Самарской губернии. Колония относилась к лютеранским приходам приходы Варенбург, Куккус.
В 1774 году колония разграблена пугачёвцами. К 1775 умерло до 180 человек
В 1834 году в селе была построена деревянная лютеранская церковь.
В начале XX века имелись кооперативный маслозавод, земское училище, больница.
В голод 1921 года в селе родилось 120, умерли 258 человек. В 1926 году в селе имелись сельсовет, сельскохозяйственное кредитное товарищество, начальная школа, детдом. В 1928 году селу Степное Зельманского кантона официально присвоено название Шталь.
В сентябре 1941 года немецкое население было депортировано. Село, как и другие населённые пункты Куккусского кантона, было включено в состав Саратовской области, впоследствии вновь переименовано в Степное.
Лютеранская церковь была разрушена. В конце 1950-х годов Волгоградское водохранилище начало затапливать село, и большую часть современных домов построили на новом месте, чуть повыше и дальше от воды. В 1957 году был построен дом культуры. В этом же году построена 8-летняя школа. В 1991 году школа преобразована в среднюю.
10 июня 2014 года в Степном открыли новый детский сад (старый уже не функционировал) на 35 мест. Летом 2015 года был построен новый фельдшерско-акушерский пункт.
В селе имеются: школа, детский сад, ФАП, почта, Дом досуга. Главное предприятие — учебно-опытное хозяйство «Степное» имени Н. И. Вавилова.

## Физико-географическая характеристика
Село находится в Низком Заволжье, относящемся к Восточно-Европейской равнине, на восточном берегу Волгоградского водохранилища. Имеется пруд. Высота центра населённого пункта - 51 метр над уровнем моря. В окрестностях населённого пункта распространены тёмно-каштановые почвы. Почвообразующие породы - глины и суглинки.
По автомобильным дорогам расстояние до районного центра города Энгельс составляет 49 км, до областного центра города Саратова - 58 км. У села проходит региональная автодорога Р226 (Волгоград - Энгельс - Самара)
Климат
Климат умеренный континентальный (согласно классификации климатов Кёппена - Dfa). Многолетняя норма осадков - 407 мм. Наибольшее количество осадков выпадает в июле - 42 мм, наименьшее в марте - 23 мм. Среднегодовая температура положительная и составляет + 6,8 °С, средняя температура самого холодного месяца января -9,9 °С, самого жаркого месяца июля +22,7 °С.
Часовой пояс
Степное, как и вся Саратовская область, находится в часовой зоне МСК+1. Смещение применяемого времени относительно UTC составляет +4:00.

## Население
Динамика численности населения
| 1767 | 1773 | 1788 | 1798 | 1816 | 1834 | 1850 | 1859 | 1889 | 1897 | 1904 | 1910 | 1920 | 1922 | 1923 | 1926 | 1931 |
| ---- | ---- | ---- | ---- | ---- | ---- | ---- | ---- | ---- | ---- | ---- | ---- | ---- | ---- | ---- | ---- | ---- |
| 208  | 188  | 235  | 320  | 480  | 798  | 1195 | 1538 | 2487 | 2447 | 3974 | 3640 | 2770 | 2076 | 2150 | 2432 | 2402 |

| 2002 | 2010 |
| ---- | ---- |
| 931  | ↗972 |

## Фотогалерея

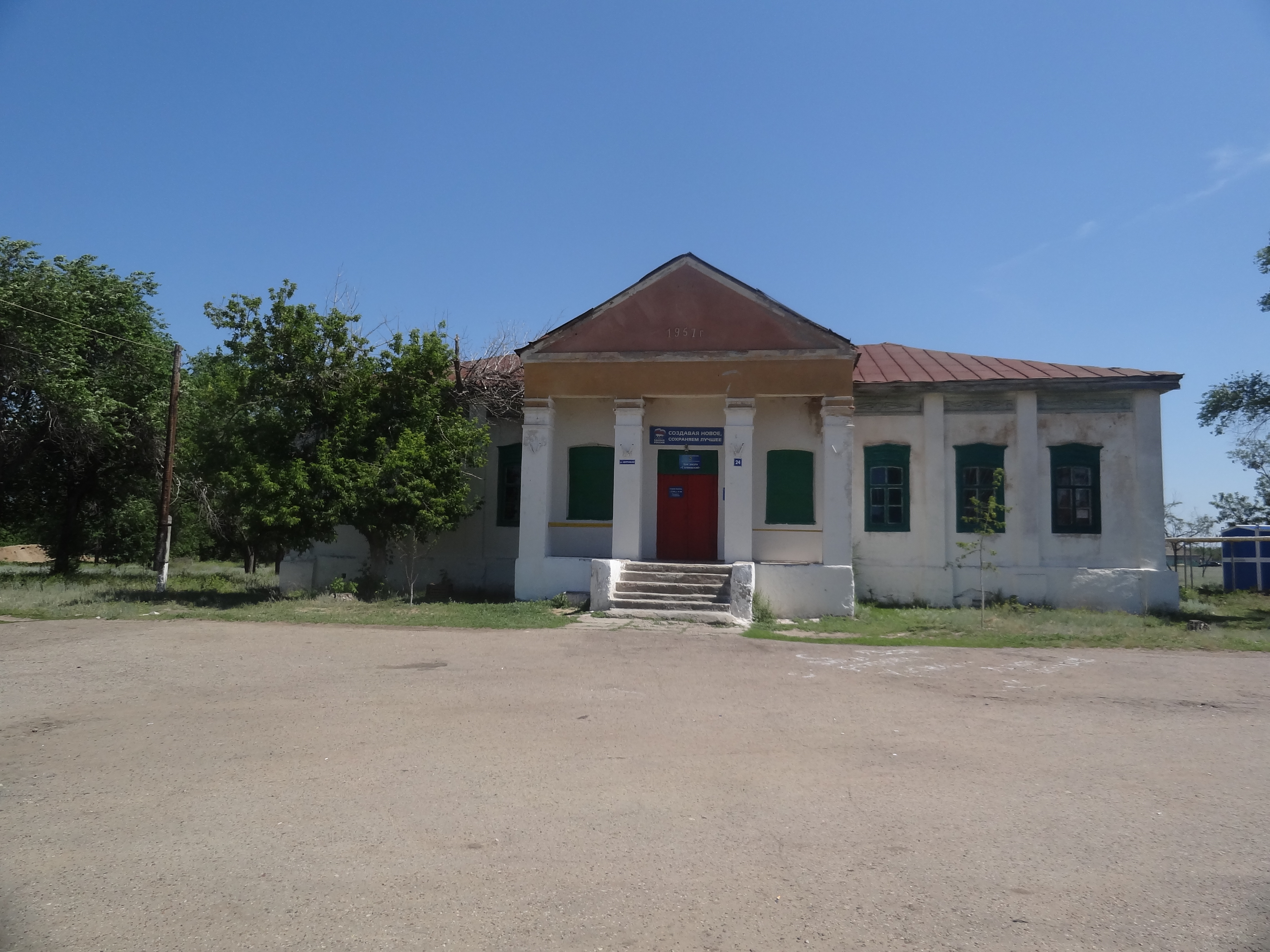
Дом культуры
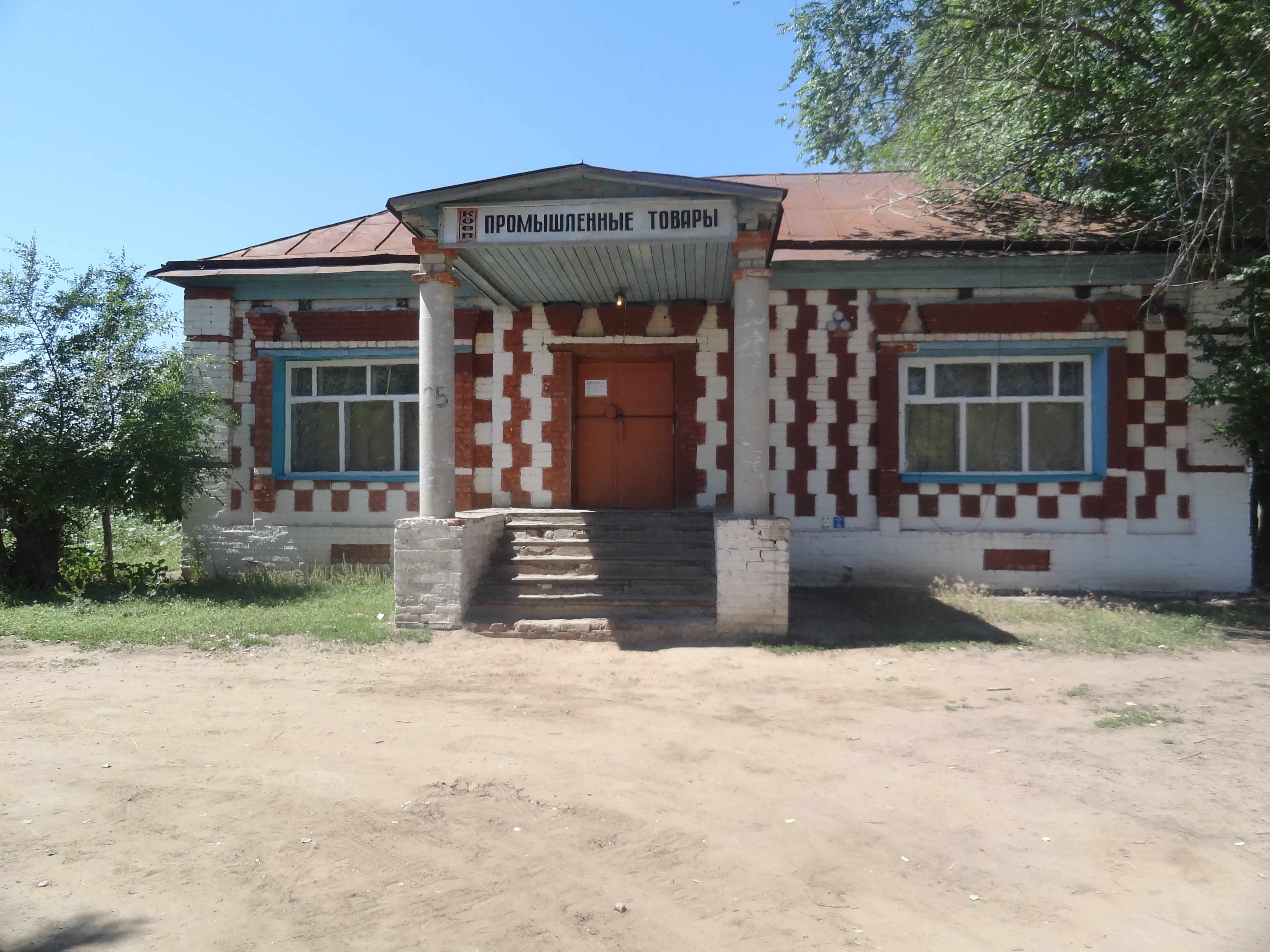
Промышленный магазин
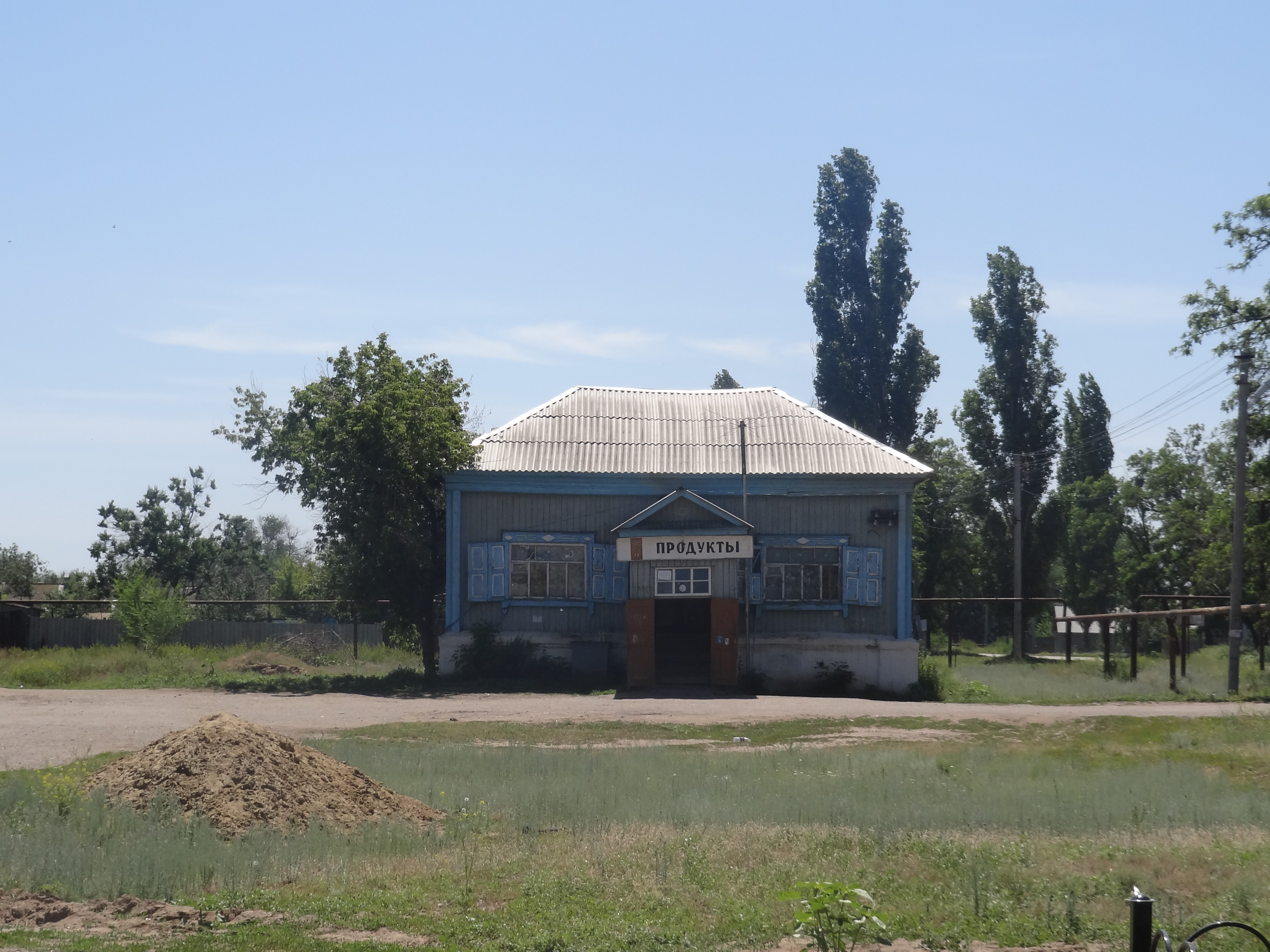
Старый продуктовый магазин
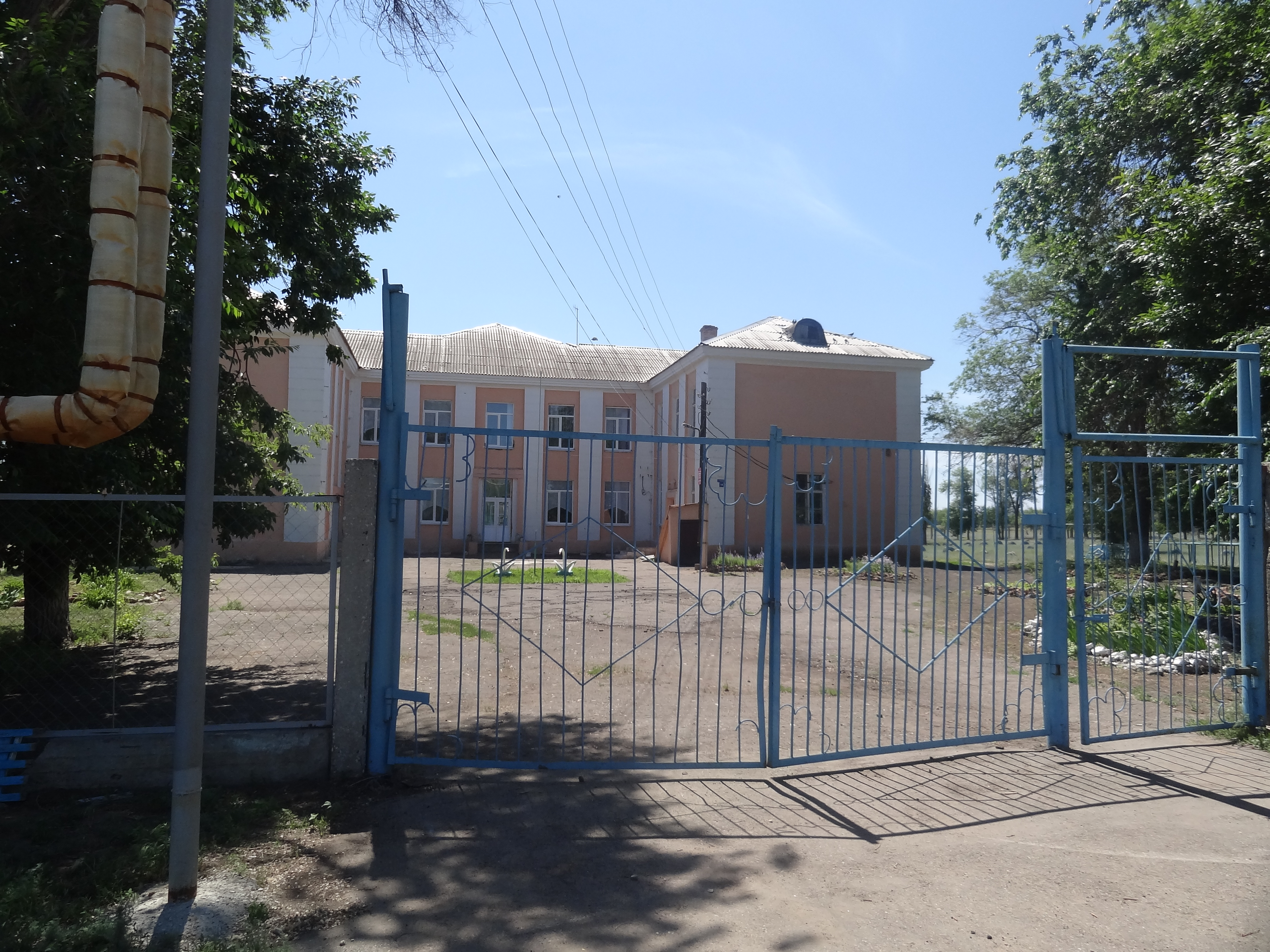
Школа
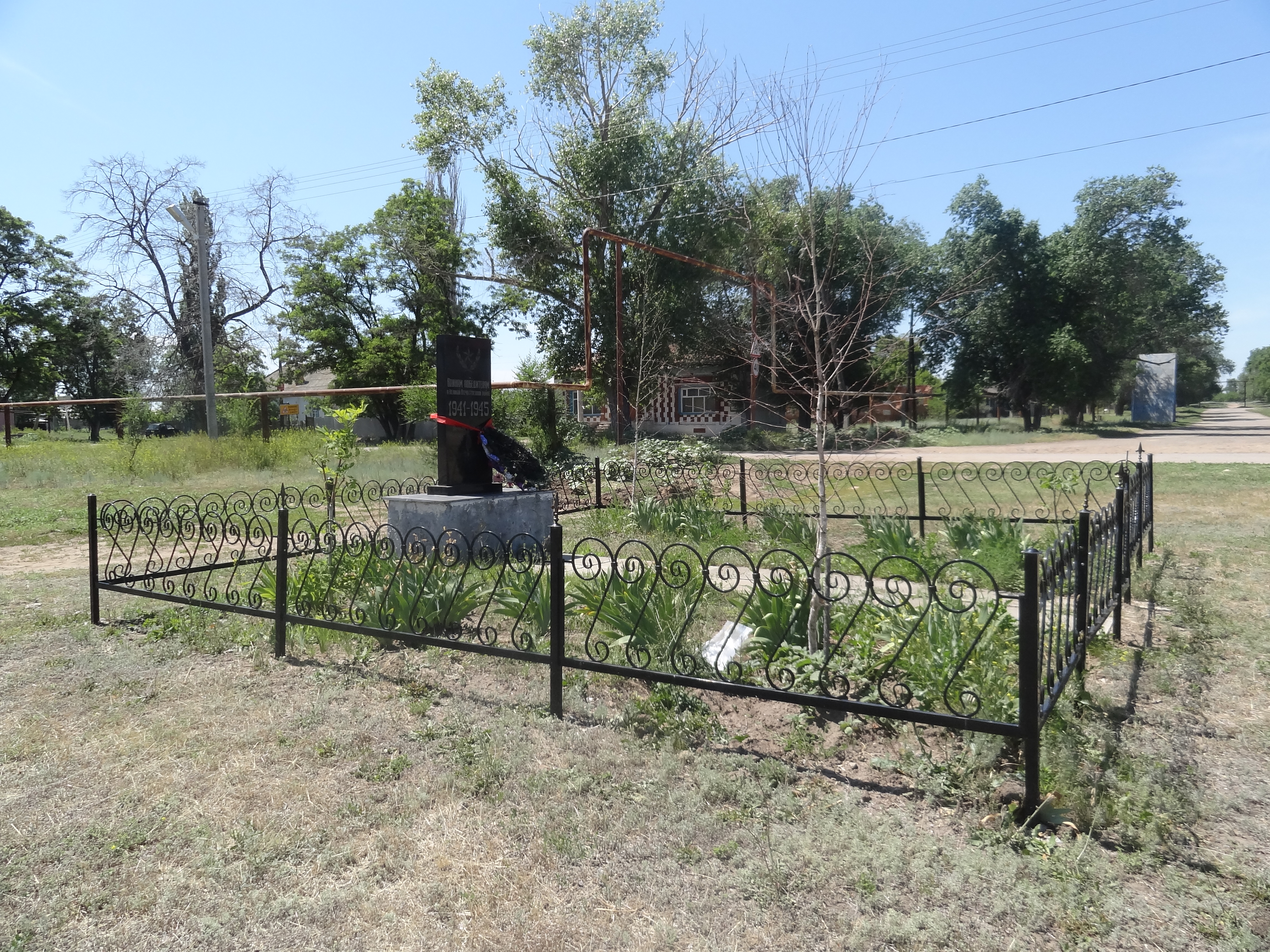
Памятник односельчанам погибшим в ВОВ
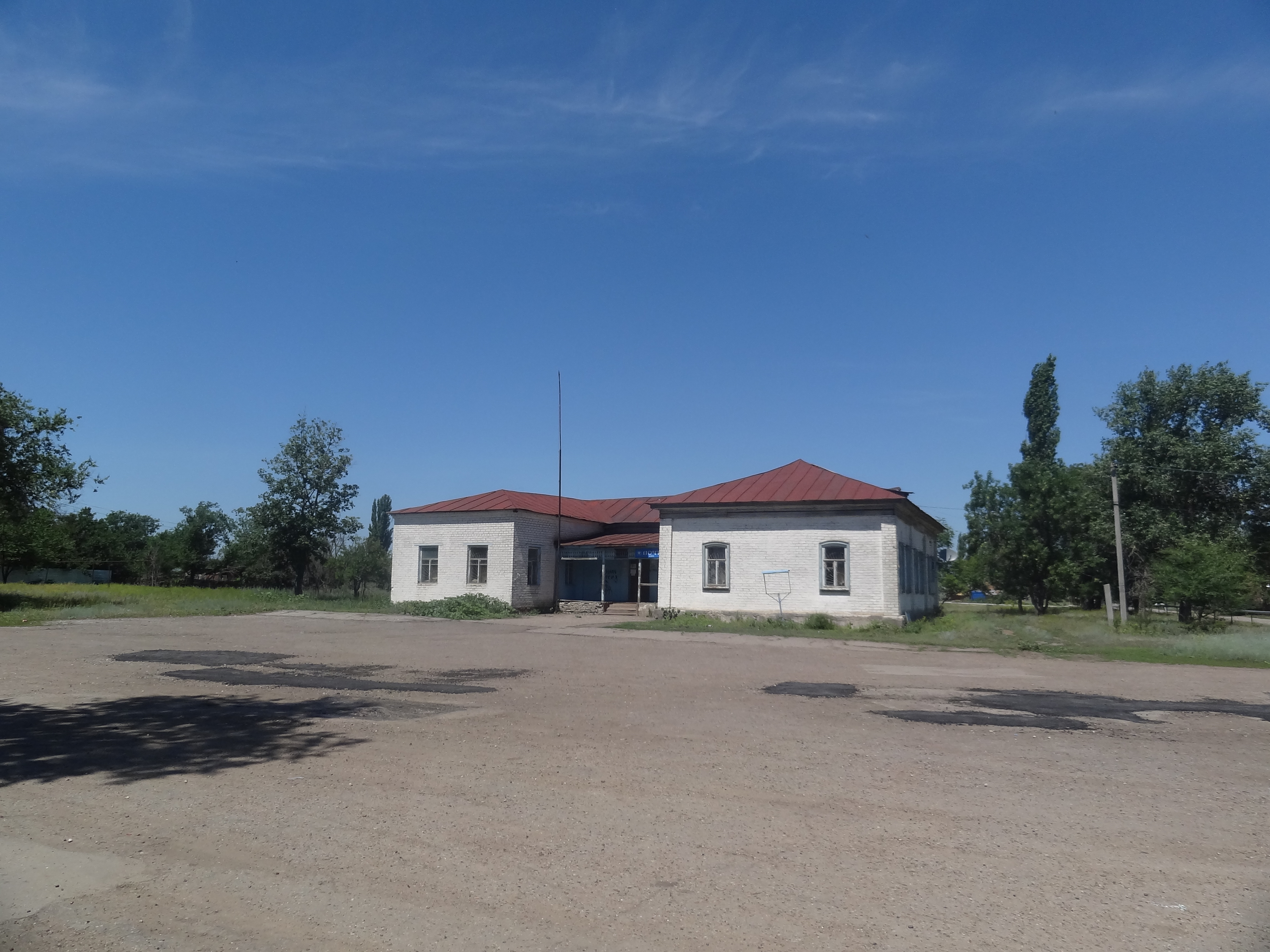
Здание почты
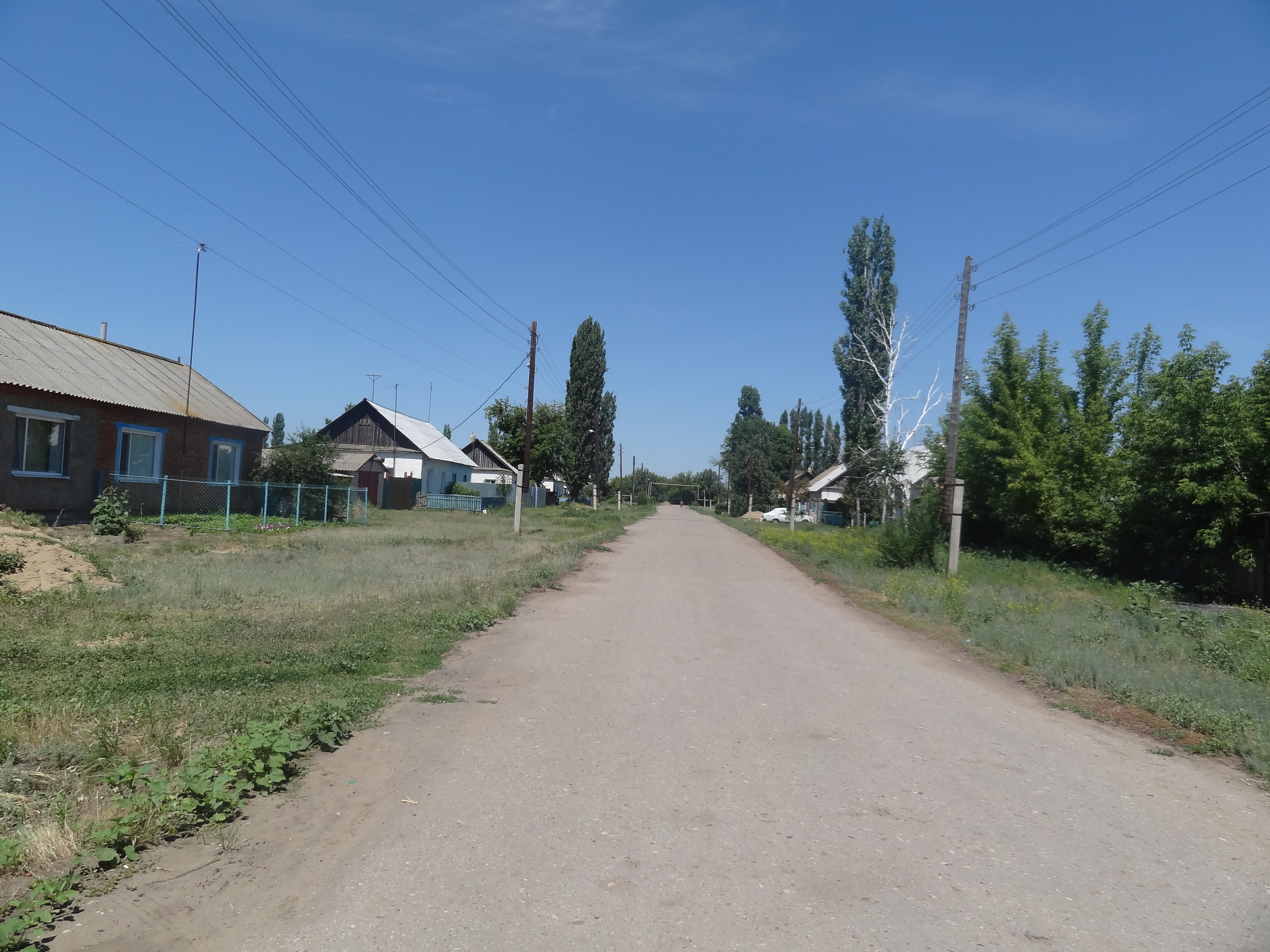
Главная улица
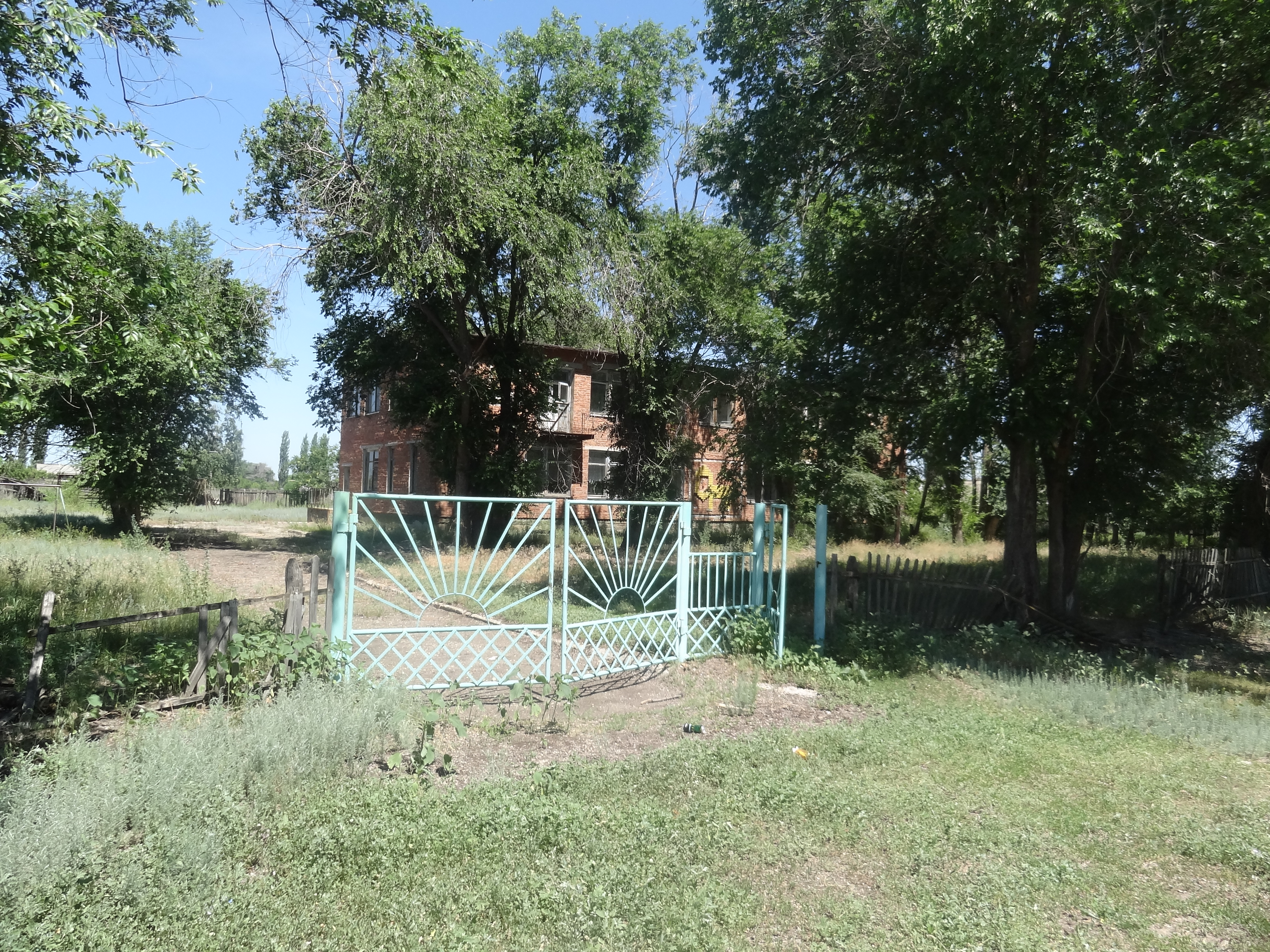
Бывший (ныне закрытый) детский сад